# EUTM RCA
Die EUTM RCA (englisch European Union Training Mission in the Central African Republic) ist eine multinationale Ausbildungsmission der Europäischen Union mit Hauptquartier in Bangui in der Zentralafrikanischen Republik.

## Mandat
Im Rahmen der Gemeinsamen Sicherheits- und Verteidigungspolitik der Europäischen Union (EU) wurde die EUTM RCA am 16. Juli 2016 vom Europäischen Rat eingesetzt und dauert nach dem derzeitigen Mandat noch bis zum September 2020 an. Diese knüpft an die EUMAM RCA, der militärischen Beratungsmission der EU an und arbeitet eng mit den Streitkräften der Zentralafrikanischen Republik zusammen. Hierzu gehören Beratungen des Verteidigungsministerium, des Generalstabes und des Kabinetts in strategischen Fragen und in der Ausbildung und Organisation. Darüber hinaus unterstützt sie das Innenministerium und die Gendarmerie bei Fragen der zivilen-militärischen Zusammenarbeit.
Ein exekutives Mandat umfasst die Mission jedoch nicht.

## Organisation
An der Ausbildungsmission sind rund 170 Soldaten aus 12 Staaten beteiligt.

## Kommandeure
| Land       | Dienstgrad     | Name                         | von       | bis       |
| ---------- | -------------- | ---------------------------- | --------- | --------- |
| Frankreich | Brigadegeneral | Éric Hautecloque-Raysz       | Juli 2016 | Jan. 2017 |
| Belgien    | Brigadegeneral | Herman Ruys                  | Jan. 2017 | Juli 2017 |
| Spanien    | Generalmajor   | Fernando García Blázquez     | Juli 2017 | Jan. 2018 |
| Portugal   | Brigadegeneral | Hermínio Maio                | Jan. 2018 | Juli 2019 |
| Frankreich | Brigadegeneral | Éric Peltier                 | Juli 2019 | Sep. 2020 |
| Portugal   | Brigadegeneral | Paulo Neves de Abreu         | Sep. 2020 | Sep. 2021 |
| Frankreich | Brigadegeneral | Jacques Langlade de Montgros | Sep. 2021 |           |